# Liste der denkmalgeschützten Objekte in Senica
Die Liste der denkmalgeschützten Objekte in Senica enthält die elf nach slowakischen Denkmalschutzvorschriften geschützten Objekte in der Gemeinde Senica im Okres Senica.

## Denkmäler
| Foto |                 | Denkmal / č. ÚZPF                          | Standort / Konskr. Nr.                               | Offizielle Beschreibung                  | Beschreibung                                          | Metadaten                                                            |
| ---- | --------------- | ------------------------------------------ | ---------------------------------------------------- | ---------------------------------------- | ----------------------------------------------------- | -------------------------------------------------------------------- |
|      | Datei hochladen | Haus(sk) ObjektID: 205-624/1               | 70 KG: Kunov Konskr.Nr.:                             | Orgoník Kunovský;Rodný dom               | Geburtshaus des Martin Orgoník Kunovský, Volksdichter | č. NKP: 205-624/1 Stand des NKP: 2012-02-08 Name: DOM PAMÄTNÝ        |
|      | Datei hochladen | Gedenktafel(sk) ObjektID: 205-624/2        | 70 KG: Kunov Konskr.Nr.:                             | Orgoník Kunovský;1887-1916,ľudový básnik | für Martin Orgoník Kunovský, Volksdichter             | č. NKP: 205-624/2 Stand des NKP: 2012-02-08 Name: TABUĽA PAMÄTNÁ     |
| BW   | Datei hochladen | Kreuz(sk) ObjektID: 205-598/0              | Standort KG: Senica Konskr.Nr.:                      | prícestný;                               | am Straßenrand                                        | č. NKP: 205-598/0 Stand des NKP: 2012-02-08 Name: KRÍŽ               |
| ja   | Datei hochladen | Denkmal(sk) ObjektID: 205-688/0            | KG: Senica Konskr.Nr.:                               | popravení 1848;                          | für den slowakischen Aufstand                         | č. NKP: 205-688/0 Stand des NKP: 2012-02-08 Name: POMNÍK             |
|      | Datei hochladen | Grab mit Grabstein(sk) ObjektID: 205-687/0 | Brezová ul. KG: Senica Konskr.Nr.:                   | Fajnor Štefan;1844-1909,skladateľ        | des Štefan Fajnor, Komponist                          | č. NKP: 205-687/0 Stand des NKP: 2012-02-08 Name: HROB S NÁHROBNÍKOM |
| BW   | Datei hochladen | Denkmal(sk) ObjektID: 205-689/0            | Brezová ul.2 Standort KG: Senica Konskr.Nr.: 827     | padlí r.1848;                            | für die Opfer des Aufstandes 1848/49                  | č. NKP: 205-689/0 Stand des NKP: 2012-02-08 Name: POMNÍK             |
|      | Datei hochladen | Jüdischer Friedhof(sk) ObjektID: 205-693/0 | Jilemnického ul.73 KG: Senica Konskr.Nr.: 711        | neaktívny;Židovský cintorín              | inaktiv                                               | č. NKP: 205-693/0 Stand des NKP: 2012-02-08 Name: CINTORÍN ŽIDOVSKÝ  |
| ja   | Datei hochladen | Statue(sk) ObjektID: 205-694/0             | Oslobodenia nám. Standort KG: Senica Konskr.Nr.:     | sv.Florián;                              | St. Florian                                           | č. NKP: 205-694/0 Stand des NKP: 2012-02-08 Name: SOCHA              |
| ja   | Datei hochladen | Kirche(sk) ObjektID: 205-690/1             | Oslobodenia nám.5 Standort KG: Senica Konskr.Nr.: 14 | r.k.Navštívenia P.M.;                    | römisch-katholische Kirche Mariä Heimsuchung          | č. NKP: 205-690/1 Stand des NKP: 2012-02-08 Name: KOSTOL             |
| ja   | Datei hochladen | Karner(sk) ObjektID: 205-690/2             | Oslobodenia nám.3 Standort KG: Senica Konskr.Nr.: 15 | r.k.sv.Ducha;                            | römisch-katholisches Ossarium zum Heiligen Geist      | č. NKP: 205-690/2 Stand des NKP: 2012-02-08 Name: KARNER             |
| ja   | Datei hochladen | Schloss(sk) ObjektID: 205-691/1            | Sadová ul.2 Standort KG: Senica Konskr.Nr.: 619      | Kaštieľ Machatka                         | Herrenhaus Machatka                                   | č. NKP: 205-691/1 Stand des NKP: 2012-02-08 Name: KAŠTIEĽ            |
| BW   | Datei hochladen | Park(sk) ObjektID: 205-691/2               | Sadová ul. Standort KG: Senica Konskr.Nr.:           |                                          |                                                       | č. NKP: 205-691/2 Stand des NKP: 2012-02-08 Name: PARK               |

## Legende
Die Tabelle enthält im Einzelnen folgende Informationen:
| Foto:                    | Fotografie des Denkmals. |
| Denkmal / č. ÚZPF:       | Die Übersetzung der Bezeichnung des Denkmals, wie sie vom Slowakischen Denkmalamt (Pamiatkový úrad Slovenskej republiky) verwendet wird. Die Originalbezeichnung ist unter dem Fragezeichen angegeben. Fehlt die Übersetzung, so wird die Originalbezeichnung direkt angezeigt. Weiters ist die Objekt-Identifikationsnummer (Objekt ID) angeführt. Sie ist die offizielle, in der Slowakei eindeutige Nummer č. ÚZPF inklusive der zugehörigen Zählnummer, wie sie in den Daten des Denkmalamtes angegeben wird. Da diese nur innerhalb eines Landkreises gezählt wird, ist dessen Nummer der Denkmalnummer vorangestellt. |
| Standort:                | Wenn in der Liste vorhanden, ist die Adresse angegeben. In Klammern kann sich noch eine zusätzliche Adresse befinden, wenn es beispielsweise ein Eckhaus ist. Bei freistehenden Objekten ohne Adresse (zum Beispiel bei Bildstöcken) ist eine Adresse angegeben, die in der Nähe des Objekts liegt. Durch Aufruf des Links Standort wird die Lage des Denkmals in verschiedenen Kartenprojekten angezeigt. Darunter sind die Katastralgemeinde (KG) und, wenn vorhanden, die Konskriptionsnummer (Konskr. Nr.) angegeben.                                                                                                   |
| Offizielle Beschreibung: | Es ist die Kurzbeschreibung auf Slowakisch, wie sie in den offiziellen Listen angegeben ist, eingetragen. |
| Beschreibung:            | Kurze Angaben zum Denkmal auf Deutsch. |
| Metadaten:               | Zusätzlich werden, wenn in den persönlichen Einstellungen das Helferlein Dauerhaftes Einblenden von Metadaten aktiviert ist, ebensolche angezeigt. |

- Karte mit allen Koordinaten:
- OSM |
- WikiMap